# Opera v Africe
Opera v Africe se objevuje od konce 18. století v podání evropských divadelních společností, které ji přivážely rozvíjejícím se koloniím. Raným operním centrem se stal Port Louis na Mauriciu, od poloviny 19. století vznikala síť stálých divadel ve francouzských a italských koloniích severní Afriky, přičemž nejvýznamnějším centrem především francouzské opery se stalo divadlo v Alžíru. Na kočovné společnosti byla odkázána městská centra Jižní Afriky (Kapské Město, Johannesburg, Durban), bouřlivě se rozvíjející koncem 19. století. Operní představení na všech těchto místech sloužila téměř výlučně evropským přistěhovalcům a i repertoár kopíroval evropské vzory. Jen v Egyptě, kde bylo operní divadlo od poloviny 19. století podporováno místní aristokracií, se od počátku 20. století pomalu vytvářela domácí tradice i divácké zázemí.
Od rozpadu koloniálního systému v Africe v 50. letech 20. století měla opera těžkou pozici, protože bývá identifikována s kolonizátorskou kulturou, popřípadě s křesťanstvím (v muslimských zemích) nebo s bílou rasou (v Jižní Africe), což se odráží v postojích obecenstva, veřejných orgánů i umělců samotných. Navíc je operní provoz organizačně a finančně náročný, vyžaduje institucionální stabilitu, fungující hudební školství a zpravidla podstatnou podporu z veřejných rozpočtů, čehož je v mnoha afrických zemích obtížné dosáhnout. Ve většině zemí operní soubory po v 50. a 60. letech zanikly, domácí tradice se udržela jen v Egyptě. Mimo něj je opera v arabsky mluvícím světě především vysoce elitní záležitostí. V Jižní Africe byla tradiční opera – nikoli však domácí tvorba – silně podporována státem v době režimu apartheidu. Po roce 1994 zaznamenal operní provoz značné finanční a organizační potíže, současně však velký kvantitativní a kvalitativní rozvoj operní a obecněji hudebně-divadelní tvorby. I v jiných zemích subsaharské Afriky (např. v Nigérii) zájem o operní umění vzrůstá. Kapské Město a Káhira zůstávají nejvýznamnějšími operními středisky na africkém kontinentě.
Operní tvorba je v Africe dosud slabá a omezená prakticky na Egypt a Jižní Afriku. Zakladatelem egyptského hudebního divadla byl v první čtvrtině 20. století Saíd Darwíš, který ve svých populárních „operetách“ spojil západní a orientální hudební styl s lidovými náměty. Mezi další egyptské operní skladatele patří Dawúd Husní, Hasan Rašíd, Azíz aš-Šawán, Saíd Awad, Kamel ar-Rimali nebo Šaríf Mohí ed-Dín, ze zemí Maghrebu například Maročan Ahmed Essyad a Alžířan Tarik Benouarka. Řadu jihoafrických operních skladatelů zahajuje v 50. letech 20. století John Joubert, dále například Eversen Cromwell, Peter Louis Van Dijk, Hendrik Hofmeyr, Kevin Volans, Roelof Temmingh, Bongani Ndodana-Breen, Thomas Rajna, Hans Huyssen, Peter Klatzow, Sibusiso Njeza, Braam du Toit nebo Phelelani Mnomiya. Pro tvorbu egyptských i jihoafrických (a to i bělošských) skladatelů je příznačná snaha o tvůrčí integraci evropských klasických vzorů a velmi odlišné domácí hudební tradice.

## Maroko
V Maroku založili první divadlo evropského typu, Teatro Isabelle II, Španělé v Tetuánu bezprostředně po jeho dobytí roku 1860. S jejich odchodem o dva roky později však zaniklo. Evropské divadelní společnosti hrající i operu a operetu se do Maroka vrátily až po roce 1912, kdy se stalo francouzským protektorátem.
Důležitým hospodářským a turistickým střediskem se po 1. světové válce stala Casablanca. Město vybudovalo divadlo (Théâtre Municipal), které bylo otevřeno 22. prosince 1922 představením Delibesovy Lakmé. Až do konce francouzské nadvlády (1956) se zde konaly pravidelné operní sezóny zajišťované francouzskými soubory. Poté zde operní provoz skončil a samotné divadlo bylo roku 1982 zbořeno. Případné operní koncerty se nyní konají v budově Office des Changes.
Operní představení občas hostí divadlo Théâtre National Mohammed V v Rabatu, otevřené roku 1962. Od 80. let 20. století trvaly práce na novém divadelním komplexu v Marrákéši, avšak Théâtre Royal, slavnostně otevřený roku 2001, je v podstatě amfiteátr nevhodný pro hudební produkce a plánovaná operní budova o 800 sedadlech dosud není dokončena. Na všech třech místech organizuje Orchestre Philharmonique du Maroc představení oper z klasického evropského repertoáru (Mozart, Puccini, Bizet…), zpravidla jednu inscenaci či koncertní provedení ročně.
Z marockých hudebních skladatelů se opeře nejsoustavněji věnuje Ahmed Essyad (nar. 1938), který však žije od roku 1962 ve Francii.  Ve své hudbě kombinuje moderní skladební techniky jako serialismus s orientálními, především berberskými prvky. Jeho první opera Náhrdelník lstí vznikla na arabské libreto podle jednoho z tradičních příběhů ze sbírky Maqamat, premiéru měla v Avignonu v roce 1977. Na francouzská libreta napsal komorní operu La vie du Robert le diable (1984) a rozhlasové opery L'eau (1985) a L'exercice de l'amour (1995). V roce 2000 měla v Mylhúzách premiéru jeho opera Héloïse et Abélard. Poslední dílo, komorní opera Mririda o berberské básnířce z 20. let 20. století Mriridě N'Aït Attik, mělo premiéru roku 2008 Agádíru se souborem berberských hudebníků, ve verzi pro evropský orchestr pak ve Štrasburku roku 2016.

## Alžírsko
Vznik divadla evropského typu v Alžírsku je svázán s dobytím a okupací Alžíru v červenci roku 1830 Francií. Divadlo bylo zřízeno dekretem alžírského generálního guvernéra hraběte Clauzela již 12. listopadu 1830 a bylo i specifikováno, že se v něm bude hrát (mimo jiné) italská opera a balet. Prvním působištěm divadla byla bývalá rezidence alžírského deje, palácový komplex Dženína, ale roku 1836 byla nalezena jiná budova v rue de l'État-Major. Samostatná reprezentativní budova alžírské opery byla postavena na troskách Dženíny roku 1853. Divadlo vyhořelo roku 1882 a následujícího roku bylo po rekonstrukci znovu otevřeno.
Ve 30.–40. letech vládly opernímu provozu společnosti, které přijžděly z Itálie. Z nejstaršího repertoáru v Alžíru jsou díky lokálně vydaným libretům známy Rossiniho Semiramide (1837) a Donizettiho Belisario (1838) a Lucia di Lammermoor (1839), které hrála společnost Francesca Barioly. Mladý skladatel Giuseppe Gerli (1812–1885) zde dokonce poprvé uvedl své opery Il sogno punitore, ossia Il sonnambulo (1839) a Don Pelagio (1840). Ve 40. letech 19. století zde působil pozdější významný francouzský skladatel Ernest Reyer. Divadlo provozované v režii města od roku 1853 již bylo orientováno na Paříž. Koncem 19. století se Alžírská opera stala jednou z nejvýznamnějších provinčních scén Francie (s Lyonem, Bordeaux a Marseille) a toto postavení si udržela až do konce své existence. Často v ní hostovaly hvězdy pařížských divadel (včetně Opéry a Opéry-Comique), odkud také přebírala naprostou většinu svého repertoáru. V něm zprvu převažovala francouzská historická velká opera a opéra comique, později též opereta, od konce 19. století se rozšiřoval i na jiná mezinárodního významu (např. roku 1931 byl proveden celý Wagnerův Prsten Nibelungův). Občas se objevovala i díla místních skladatelů, která však měla jen lokální význam – například opereta Le Talisman známého malíře orientálních motivů Hippolyta Lazergese (1887), která měla premiéru roku 1885.
Pod státní patronací se francouzské divadlo pěstovalo i v obou dalších správních centrech Alžírska. V Oranu se již roku 1842 hrála Rossiniho Italka v Alžíru. V roce 1849 bylo postaveno divadlo „Casino-théâtre de Bastrana“, kde se podle zpráv hrála i „grand opéra“. 10. prosince pak byla představením opery Faust Charlese Gounoda otevřena nová budova městského divadla od architektů bratří Perretů (později postavili mj. Théâtre des Champs-Élysées), připomínající zmenšenou verzi pařížské Opéra-Comique. Vedle francouzské opery se v Oranu těšila velké popularitě také zarzuela, kterou početné španělské menšině až do 50. let 20. století přivážely divadelní společnosti ze Španělska. V letech 1877–1883 bylo postaveno výstavné operní divadlo – „Opéra municipal“ – rovněž v Constantine.
I v menších městech byla stavěna veřejná divadla, ve kterých se příležitostně hrávala operní či operetní představení – například 90. letech 19. století v Bône (dnes Annaba)., také 1892 v sídelním městě francouzské cizinecké legie Sidi Bel Abbès, dále ve městech Muaskar (Mascara), Setif (Sétif) a Philippeville (dnes Skikda).
Operní divadla byla v Alžírsku symbolem francouzské kultury, evropského původu byla naprostá většina interpretů a jejich obecenstvo se rekrutovalo především z řad bělošských „pieds-noirs“. Po odchodu Francouzů roku 1962 byla divadla jako instituce většinou zachována, ale opera se v nich již nehrála. Postupný návrat klasické západní hudby začal teprve koncem 20. století, roku 1992 byl zřízen alžírský Národní symfonický orchestr. 20. července 2016 byla v Alžíru slavnostně otevřena nová budova Alžírské opery (Opéra d'Alger, později pojmenovaná po politikovi a spisovateli Boualemovi Bessaihovi), věnovaná Alžírsku vládou Čínské lidové republiky. Využití budovy je však problematické. Má v ní působit Národní symfonický orchestr, Národní balet a Soubor andaluzské hudby. Operní soubor ani potřebný technický personál a zázemí divadlo dosud nemá a také v něm dosud (2017) žádná opera provedena nebyla. 
Prvním novodobým alžírským skladatelem, který se soustavně věnuje opeře, je Tarik Benouarka (nar. 1966). Jeho opera El Nafas (Dech) měla premiéru v Národním divadle v Alžíru v dubnu 2013 jako první operní premiéra od alžírské samostatnosti. Další opera, Dni a noci stromu srdce, měla premiéru v operním divadle v Káhiře v září 2015. Obě jsou na témata z arabské mytologie a kombinují postupy evropské romantické hudby s orientální tradicí. Vedle toho napsal operu pro děti Sindbad, syn větru (2014).

## Tunisko
Opera se v Tunisku objevuje v polovině 19. století, a to zejména pro početnou kolonii Evropanů (zejména Italů, Francouzů a Malťanů). Záznamy o divadle v Tunisu počínají ve 20. letech 19. století. Roku 1842 byla otevřena první stálá divadelní budova, Théâtre Tapia (od 1860 Théâtre Carthaginois, zaniklo 1879), a prvním zaznamenaným operním představením byla La traviata roku 1856. Tunis se stal pravidelnou zastávkou pro cestovní italské a později i francouzské divadelní společnosti, které hrávaly po severní Africe od Casablanky po Káhiru; roku 1864 se zde na cestě do Káhiry zastavila i světoznámá sopranistka Adelina Pattiová a zpívala španělskou královnu v Marchettiho opeře Ruy Blas..
Opera a později opereta se hrály i v dalších, krátkodobě fungujících divadlech, jako Cicolo Europeao (po roce 1858), Théâtre Nouveau neboli Théâtre Cohen (1875–1894), L'Arena (později Politeama Tunisino 1882–1896), které se věnovaly italskému repertoáru. Francouzskou operu hrálo Théâtre Brulat (1880–1889) a po jeho vyhoření Théâtre Français (otevřené roku 1882 inscenací Offenbachovy Dcery plukovního tambora). Operu hrála i jiná menší divadla na předměstí.
Tento rozmach divadelnictví vyvrcholil roku 1902 postavením francouzského divadla Casino Municipal (od roku 1912 Théâtre Municipal), které bylo otevřeno představením Massenetovy Manon, a o rok později otevřením italského Teatro Rossini. Až na dobu 1. světové války se pak opera v Tunisu hrála v pravidelných ročních sezónách v podání francouzských či italských umělců. Dostatečně velká divadla pro pravidelné operní hostující sezóny byla ve francouzském období postavena i ve městech Súsa, Sfax Bizerta, a Gabès..
Některá díla měla v Tunisku dokonce světovou premiéru, jako komická opera Michele Strina Milord ai bagni (Mylord v lázni, 1909) nebo opereta Vincenta Scotta Célinino dobrodužství (L'Aventure de Céline, 1934). Z nich tříaktová opera Ferhuda italského skladatele Francesca Santoliquida, která byla poprvé provedena v Tunisu 30. ledna 1909, měla i místní námět a skladatel jí dal žánrové označení „scény z arabského života“ („scene di vita araba“).
Po odchodu Francouzů ze země roku 1956 operní představení v Tunisku prakticky přestala, objevují se sporadicky opět až od konce 20. století. Divadlo Teatro Rossini se změnilo na kino, avšak Théâtre Municipal zůstalo v provozu, a i když nemá vlastní orchestr ani pěvecký soubor, hostí jeho jeviště někdy zahraniční operní soubory. V turistické sezóně jsou někdy operní představení pořádána v plenéru v antickém divadle v Kartágu nebo v amfiteátru v El-Džemu.
Domácí skladatelé se věnovali především operetě – autory četných děl jsou např. Hédi Jouini (1909–1990) nebo Mohamed Garfi (nar. 1948), mj. historik arabského hudebního divadla. Romantická opera Wallada wa Ibn Zajdún významného tuniského skladatele Mohameda Saády (1937–2005) zůstala nedokončena.

## Libye a Eritrea
Opera se v první polovině 20. století hrála rovněž v italských koloniích. V Asmaře, hlavním městě italské Eritreje, bylo roku 1920 postaveno operní divadlo Teatro Asmara podle plánů architekta Odoarda Cavagnariho. Už od roku 1927 však bylo využíváno převážně pro jiné účely, od roku 1937 pak jako kinematograf. V polovině 20. let 20. století postavili architekt Giuseppe Agela Salinos v libyjském Tripolisu operní divadlo nazvané Real Teatro Miramare a architekti Marcello Piacentini a Luigi Piccinato divadlo Teatro Berenice v Benghází. Ve všech třech divadlech hostovaly italské společnosti s klasickým italským repertoárem. Zájezdy italských souborů skončily poté, co v letech 1941–1942 obsadila Eritreu a Libyi britská armáda, a po vzniku samostatné Libye (1951) a etiopsko-eritrejské federace (1952) převzaly divadla ze soukromých rukou nově vzniklé státy. Pro operu už užívána nebyla. Budova v Asmaře zůstala zachována, i když není využívána a chátrá, zato divadlo v Tripolisu bylo zničeno britským bombardováním 21. dubna 1941 a ani divadlo v Benghází, které po válce sloužilo jako kino i jako policejní stanice, nepřežilo Kaddáfího éru.

## Egypt

### Evropská opera v Egyptě a operní divadla
První doložený kontakt dnešního Egypta s evropskou operou, i když jen epizodický, je spojen s Napoleonovým egyptským tažením v letech 1798–1801. Mezi vědci a umělci, které s sebou Napoleon Bonaparte do Egypta vzal, byl i mladý skladatel a muzikolog Henri-Jean Rigel (1772–1852), kterého Napoleon pověřil organizací francouzského divadla a koncertů. Rigel sestavil z amatérů divadelní soubor a složil pro něj dvě opery na libreta architekta a malíře Charlese-Louise Balzaca (1752–1820): Les Deux Meuniers a Valère en Italie, které byly hrány v Káhiře v divadelním sále inaugurovaném 31. prosince 1800.
Trvalejší základy tato epizoda nepoložila. Skutečný příchod opery do Egypta je spojen s vládou dynastie Muhammada Alího. Prvním centrem se stala Alexandrie, kde žilo četné italské a jiné evropské obyvatelstvo. Již roku 1829 zde existovalo francouzské divadlo a v polovině 30. let 19. století i italské. V nich zřejmě hostující společnosti hrály i opery i dříve, spolehlivě doložena jsou však až představení Donizettiho Gemmy di Vergy, Verdiho Ernaniho a Rosiiniho Lazebníka sevillského, která byla mezi lety 1837 a 1839 součástí slavností ke svatbě jednoho ze synů Muhammada Alího. Scénu pro tato představení navrhl architekt Pietro Avoscani (1816–1890), který ve dlouhé službě u egyptských vládců navrhl rovněž budovu alexandrijského divadla Zizinia (1862) a operního divadla v Káhiře (1869).
V hlavním městě Egypta Káhiře existovalo již v první polovině 40. let 19. století divadlo Teatro del Cairo. Založení stálého a reprezentativního operního divadla je spojeno se jménem chedíva Ismaíla I. (1863–1879). Bylo součástí širších politických záměrů chedíva (i jeho předchůdců) uvolnit závislost Egypta na Osmanské říši pomocí politické, hospodářské a kulturní orientace na Západ a vytvořit egyptskou národní identitu odlišnou od identity obecně arabské či muslimské, k níž patřilo i přisvojení si tradic starověkého Egypta. V této souvislosti vznikl i plán spojit otevření Suezského průplavu a nové budovy káhirské opery, ke kterému došlo 1. listopadu 1869 Verdiho Rigolettem. Projevem Ismaílových ambicí bylo i objednání nové slavnostní opery od Giuseppe Verdiho. Námět Aidy vypracoval sám chedív s Augustem Mariettem. Po určitém zpoždění způsobeném prusko-francouzskou válkou měla 24. prosince 1871 Aida v Káhiře světovou premiéru. Aida byla od té doby vždy základem repertoáru káhirské opery a v kulturním povědomí zůstává „egyptskou národní operou“ i přes svůj cizí původ a existenci operních děl egyptských autorů.
Káhirská opera musela pro hospodářské potíže uzavřít roku 1877, ale již v 90. letech 19. století fungovala znovu. Střídali se v ní francouzští a zejména italští ředitelé a její repertoár se po celou tuto dobu soustředil na italskou klasiku (i když například roku 1927 se zde poprvé hrál Debussyho Pelleas a Melisanda). Opera však zůstávala záležitostí především cizinců a nejvyšších domácích elit, i prakticky všichni účinkující byli najímáni z Evropy.
Svržení egyptské monarchie a nástup Násirova režimu, kulturně orientovaného na Sovětský svaz, postavilo dosavadní operní provoz v Egyptě do nové situace. Snahou nové vlády bylo postupně vymanit operní divadlo ze závislosti na zahraničních, především italských interpretech a zpřístupnit ji širšímu arabsky mluvícímu publiku. Roku 1959 byl z rozhlasového symfonického orchestru vyčleněn organizačně samostatný orchestr Káhirské opery a v témže roce byla založena Káhirská konzervatoř pro výchovu domácích pěvců a hudebníků. V roce 1961 uvedla Káhirská opera úspěšně první inscenaci v arabském jazyce – Lehárovu Veselou vdovu (Al-Armala Al-Taroub) se slavnou sopranistkou Ratíbou El-Hefny v titulní roli; tato opereta získala trvalou popularitu. Roku 1964 konečně personální stav umožnil založení stálého souboru Káhirské opery, jehož první inscenací se stala Verdiho La traviata v arabském překladu s Nabilou Erjanovou a Hasanem Kamou v hlavních rolích. Vedle arabských inscenací se hrály opery dále i v italštině. Tento rozkvět ukončil požár více než stoleté a z větší části dřevěné divadelní budovy roku 1971.
Operní společnost nezanikla a hrála na jiných místech, její význam však v 70. a 80. letech klesl. V roce 1983 přislíbilo Japonsko při příležitosti návštěvy Husního Mubáraka v zemi darovat Egyptu novou reprezentativní operní budovu, která byla inaugurována 10. října 1988. První ředitelkou obnoveného souboru se stala Ratíba El-Hefny. Za ní a jejího nástupce Nasíra El-Ansaryho v 90. letech 20. století zažila Káhirská opera největší rozvoj, získala například vlastní orchestr a baletní soubor a inscenovala první díla egyptských autorů. Od roku 1988 stojí v čele (mimo jiné) operního života Národní kulturní středisko, které zastřešuje jednak jednotlivé umělecké soubory (mj. soubor sólistů Káhirské opery, operní sbor, dětský operní sbor, operní orchestr a operní baletní soubor), jednak různá působiště: velký sál, malý sál a venkovní divadlo v samotném komplexu Káhirské opery, divadlo El-Gomhuría rovněž v Káhiře a Divadlo Saída Darwíše v Alexandrii. Vedle toho se konají představení (zejména Aidy pro turistické obecenstvo) v Luxoru  nebo u pyramid v Gíze.
 

### Domácí operní tvorba
Zakladatelem egyptského hudebního divadla je Saíd Darwíš (1892–1923). Pocházel z chudých poměrů, dlouho se živil manuální prací a nikdy nenabyl důkladného hudebního vzdělání, přesto jako mladý muž nashromáždil velké znalosti různých typů a forem arabské i evropské hudby (obdivoval Verdiho). Získal zkušenosti v kočovném arabském divadle a po příchodu do Káhiry mu divadelní podnikatel Saláma Hidžází poskytl příležitost k realizaci nového žánru, operety v arabském jazyce kombinující tradiční improvizační divadlo s pevnou hudebně dramatickou formou podle evropského vzoru. Jeho první opereta Fajrúz šáh z roku 1917 sice neměla úspěch, ale v následujících pěti letech do skladatelovy předčasné smrti následovalo 25 dalších. Některé – například Al-Ašara al-Tajíba (Kárová desítka) nebo Kollaha jomén (Stačí dva dny) z roku 1920 si získaly rychle oblibu, a to pro své sociální a vlastenecké náměty a poměrně prosté zpracování. Jiné, hudebně náročnější, jako Šahrazád, Al-Barúka nebo Abd ar-Rahmán al-Násir (o prvním muslimském vládci Španělska) z roku 1921, zprvu zaujaly méně a postavení klasických děl si získaly až postupně. Saíd Darwíš začal pracovat i na opeře Kleopatra a Marcus Antonius, již po jeho smrti dokončil a roku 1927 poprvé (bez velkého ohlasu) uvedl zpěvák a skladatel Muhammad Abd al-Wahháb (1910–1991), Darwíšův nejvýznamnější následovatel, který se však sám hudebnímu divadlu nevěnoval.
Saíd Darwíš je obecně považován za „otce moderní egyptské hudby“. Podílel se na vypracování notového systému pro zápis arabské hudby, včetně charakteristických čtvrttónů, kterým fixoval přednes interpretů namísto dosavadní improvizace. Podařilo se mu zachytit ryze egyptskou hudbu založenou na lidových základech, bez tureckých vlivů, ale i bez příliš pomalých, opakujících se a přemrštěně zdobených pasáží, kterými se vyznačoval dosavadní „umělecký“ přednes a které se ke svižné divadelní akci nehodily. Arabské melodie v jeho díle podléhají transformaci pod vlivem italského belcanta a také harmonie je v zásadě západní, ale s využitím orientálních prvků, jako jsou nezvyklé intervaly a melismata. V libretech svých operet a textech písní používal mluvenou, často nářeční formu arabštiny namísto klasické. Jeho dílo tvoří dosud základ egyptského hudebního divadla, i když jsou jen předstupněm opery v pravém smyslu. Řada jeho melodií zlidověla, jedna z nich se stala i egyptskou státní hymnou. Darwíšovo jméno nese od roku 1962 operní divadlo v jeho rodné Alexandrii.
Žánru arabské operety propadl vzápětí i egyptský židovský skladatel Dawúd Husní (1870–1937). Úspěch měla již první z nich, pastorální Sabah z roku 1919, následovaly například Marúf al-Iskafí a Nahid Šáh podle příběhů z Tisíce a jedné noci, Al-Demowe na námět zpopularizovaný operou Madam Butterfly, Al-Lajali al-Milah, Zebeida a jeho největší úspěch Šah-Bandar. Zatímco některé z těchto operet byly v podstatě jen hudebními scénkami pro dva představitele, jiná Husního díla jsou už pokusem o operu. To platí zejména o jeho nejambicióznějším díle Samson a Dalila (Šamšún wa Dalelah), ale vážnější je i jeho Kleopatra na verše Husejna Fawziho. Vedle toho přepracoval do operní formy Darwíšovu operetu Hoda a společně se skladateli Mohamedem Kholim a Mohamedem as-Sonbatim napsal operu Semiramis. Celkově napsal Husní na 30 oper a operet.  Dalšími významnými tvůrci arabské lidové operety byli Kámil al-Khuláí (1880–1938) a Zakarijá Ahmad (1896–1961).
Darwíšovým vrstevníkem byl Hasan Rašíd (1896–1969), pocházející však ze zámožných poměrů. Patřil k propagátorům klasické hudby evropského typu a se svou ženou patřil roku 1942 k zakladatelům Egyptského amatérského hudebního sdružení, pro které složil i svou jedinou operu Smrt Antonia (Masra Antonio) podle první části hry Ahmeda Šawkiho Smrt Kleopatry, částečně provedené amatéry roku 1942 a roku 1973 také souborem káhirské opery. I když árie Isis, ó prameni něhy získala oblibu, celkově kombinace arabského textu a západní hudby diváky nepřesvědčila.
Významným egyptským skladatelem poloviny 20. století byl Azíz aš-Šawán (1916–1993). První z jeho dvou oper, Antar z let 1947–1949, ještě prozrazuje nesoustavné hudební vzdělání, kterého se mu dostalo v Káhiře. Jako libreto použil dramatizovanou báseň Ahmeda Šawkiho. Jejím hrdinou je Antarah ibn Šaddád, rytíř a básník ze 6. století našeho letopočtu, který musí na cestě k sňatku se svou sestřenicí Ablou překonat nejrůznější překážky. V 50. letech 20. století studoval na Moskevské konzervatoři u Arama Chačaturjana a seznámil se s dílem Dmitrije Šostakoviče. Po návratu do Egypta získal vládní grant, díky kterému se mohl v letech 1960–1965 věnovat kompozici své druhé opery. Anás el-Wugúd zpracovává milostný příběh ze sbírky Tisíc a jedna noc o lásce titulního hrdiny, básníka, ke krásné vezírově dceři Zahr el-Ward, kterou její otec uvězní ve svatyni bohyně Isis na ostrově Philae. I když některé melodie se staly brzo známé, jako celek se tato opera premiéry dočkala až dlouho po skladatelově smrti. Káhirská opera ji uvedla koncertně roku 1994 a roku 1996 poprvé i scénicky. Stala se první arabskou operou provedenou v novém káhirském operním divadle. Aš-Šawán využívá ve svém díle arabskou melodiku, ale jeho harmonie a celkový ráz hudby je západní, zvláště ovlivněný Chačaturjanem.
Žákem Moskevské konzervatoře byl i Saíd Awad (1926–2000), který později působil především v Jordánsku. Jeho Smrt Kleopatry (Masra Klijúbátrá) podle již zmíněného dramatu Ahmeda Šawkiho uvedla káhirská opera koncertně roku 1994. Ze stejné generace je i Kamel ar-Rimali (nar. 1922), který napsal dosud celkově neprovedenou historickou operu Hasan al-Basrí na motivy ze života islámského teologa a učence Hasana z Basry ze 7./8. století.
Skladatel Gamal Salama (nar. 1945), známý především jako skladatel filmové hudby, napsal roku 1976 operu-balet Ejún Bahia, která se hrála za velkého zájmu obecenstva, i když skladateli bylo vytýkáno, že jeho hudba je spíše italská než egyptská. I v jeho díle se však jedná o ojedinělý pokus.
Nejmodernější trend v egyptské operní tvorbě představuje Šaríf Mohí ed-Dín (Sherif Mohie Eldin, nar. 1964), bývalý šéfdirigent káhirské opery a ředitel uměleckého centra Bibliotheca Alexandrina. I on ve svých skladbách kombinuje prvky západní klasické tradice (od baroka po dodekafonii) a arabské hudby včetně čtvrttónů a umělecké recitace koránu. Na rozdíl od všech předchozích egyptských oper však jeho díla tematicky čerpají ze současnosti a používají i mluvenou egyptskou arabštinu namísto klasické. Libreto ke trilogii Tři opery v jedné hodině (ثلاث أوبرات فى ساعة‎), jejíž jednotlivé části mají názvy Za hranice mysli ( فوق حدود العقل‎), Přistižen při činu ( مسحوق الهمس‎) a Prach šepotu ( مسحوق الهمس‎) napsal básník Saíd Hegab podle tří povídek Jusefa Idríse. Od 90. let, kdy trilogie vznikla, se dočkala několika úspěšných uvedení. S diváckým úspěchem se při svém uvedení roku 2005 a opět 2010 setkala i celovečerní opera Miramar, pro jejíž libreto Saíd Hegab zpracoval známý stejnojmenný román nositele Nobelovy ceny Nagíba Mahfúze.

## Mauricius
Prostor pro první divadelní představení na ostrově Mauricius poskytl jeho první francouzský guvernér Bertrand-François Mahé de La Bourdonnais již kolem roku 1740. Stálý operní provoz začíná již roku 1790, když svou divadelní společnost čítající 45 hudebníků, zpěváků a herců přivezl z Francie na Mauricius Joseph Laglaine (zem. 1824) a začal hrát francouzské činohry, opery a vaudevilly. Roku 1792 zdecimovala Laglainovu společnost epidemie neštovic, ale Laglaine soubor zrekonstruoval z místních kreolských amatérů a hrál dále, od roku 1797 v nové divadelní budově v „Jardin de la Compagnie des Indes“. Tu roku 1818 zničil cyklón, ale již 11. června 1822 bylo slavnostně otevřeno nové divadlo amatérským představením Dalayracovy opéry comique Maison à vendre (francouzská profesionální společnost objednaná Laglainem dorazila se zpožděním). Budova divadla byla na poměry malého koloniálního města velká (900 míst) a Port Louis se stal významným operním střediskem pro celou afro-asijskou oblast. Vedle produkce místních amatérů zde působil na podnikatelském základě francouzský soubor, a to i po převzetí ostrova Velkou Británií roku 1810, a ostrov byl i pravidelnou zastávkou kočovných francouzských i italských operních společností. Roku 1933 bylo v Rose Hill vybudováno větší a modernější divadlo Théâtre du Plaza, které je hlavní mauricijskou scénou od roku 1986. Tehdy byl totiž pravidelný provoz ve starém Théâtre Municipal v Port Louis zastaven pro nebezpečí cyklónů, divadlo chátralo a je od roku 2008 zcela uzavřeno a čeká na urgentní opravy. Jedná se o jedno z nejstarších divadel, a vůbec  nejstarší zachované operní divadlo, na jižní polokouli.
Poslední slavnou érou hudebního divadla na Mauriciu byly roky 1938–1939 a 1945–1950, kdy je řídil tenorista pařížské Opéry-Comique Max Moutia. Od 60. let 20. století – Mauricius získal samostatnost roku 1968 – se však náročnější produkce, tj. především opery, na Mauriciu nehrají. V letech 2009–2013 se pokusila tradici obnovit obecně prospěšná společnost Opera Mauritius, která inscenovala opery Lovci perel, Carmen, Perníková chaloupka, La Traviata a Dido a Aeneas, avšak pro vysoké finanční náklady se přeorientovala na organizaci kinematografických přenosů představení z newyorské Metropolitní opery.

## Subsaharská Afrika
Až na Jihoafrickou republiku je klasická opera ve státech subsaharské Afriky jen vzácným jevem. Neexistují žádná stálá divadla věnující se opeře, stálé profesionální operní soubory ani specializované hudební školství. Existuje však tradice domácího hudebního divadla, často označovaného za „lidovou operu“, a vzrůstá zájem i o klasickou operu. Nejpatrnější je tento vývoj v Nigérii.
Na rozdíl zemí na pobřeží Středozemního moře bylo hudební divadlo evropského typu řídkým jevem i v koloniální době (od 19. století do 50. let 20. století). Populace evropských kolonistů byla – až na Jižní Afriku – příliš málo početná, než aby mohla poskytovat stálé obecenstvo, a kulturní odstup od domorodého obyvatelstva větší než v arabských zemích. Kontakt s hudebním divadlem tak zajišťovaly jen sporadické zastávky kočovných společností s lehkým operním či operetním repertoárem. V britských koloniích v poslední třetině 19. století zdomácněla anglická opereta, zejména díla Gilberta a Sullivana, která si později získala oblibu i u domorodého obyvatelstva a ovlivnila vývoj jeho divadla. Od 30. let 20. století ovlivňoval rozvoj domácího divadla i zvukový film.
Původní hudební divadlo v černé Africe má vzájemně podobné rysy, nejvíce se však rozvinulo v oblasti Guinejského zálivu, zvláště u Jorubů. Podobně jako v Evropě raného novověku patří k počátkům afrického hudebního divadla představení pořádaná církvemi, tzv. „native air opera“ z 20. a 30. let 20. století, která názorným způsobem s využitím domorodé hudby představovala příběhy především ze Starého zákona. Ještě před polovinou 20. století se rozvinula praxe světských hudebně-divadelních produkcí, zvaných „concert party“ nebo alternativně „comic opera “ či „folk opera“.
Autoři „lidových oper“ jsou zpravidla tvůrci textu i hudby (a často také režiséry a herci). Hudba není nutně zcela původní, mohou být využity lidové nápěvy a značný podíl má improvizace, už proto, že zpěváci i hudebníci zpravidla nesledují notové záznamy. Rovněž její styl sahá od tradiční africké přes „neoafrickou“ (vliv afrického křesťanského zpěvu) po novodobou pop-music. Poměr mluveného a zpívaného textu kolísá: prvotní lidové opery byly prakticky celé zpívané a i dialogy byly vedeny v hudebním recitativu, založeném na melodice jazyka (odtud zřejmě tento žánr převzal i název „opera“), klasická lidová opera 50.–70. let však již obsahuje mluvené dialogy. Náměty sahají od domorodých mýtů a historických událostí přes biblické příběhy po příhody ze současného každodenního života a adaptace literárních děl, mohou být vážné i komické, typická je epizodičnost děje, ritualizované scény a bezprostřední zapojení publika. Jde o specifický hudební žánr, který zřejmě není s klasickou operou vývojově spřízněn a jehož srovnávání s ní může být zavádějící.

### Nigérie
Zakladatelem jorubské lidové opery je Hubert Ogunde (1916–1990), původní profesí policista. Jeho první díla byla církevními zakázkami (Zahrada Eden a Boží trůn, 1944) ve stylu „native air opera“, ale již roku 1945 napsal první politickou hru Hlad a stávka. Až do 70. let 20. století pak následovala četná díla s politickými a sociálními náměty, zvláště slavná byla Yoruba ronu (Jorubové, myslete!, 1964), poté se věnoval především filmu. Hudba v jeho dílech postupně ustupovala do pozadí – zhruba od roku 1957 v ní převážily činoherní rysy – a reflektovala dobově populární styly. Kola Ogunmola (1925–1973) zůstal ve své tvorbě věrnější dominanci hudby a náboženským a moralizujícím tématům, z nichž však poněkud vybočuje jeho nejslavnější hra Lanke Omuti (Piják palmového vína, 1962), volná adaptace stejnojmenného románu Amose Tutuoly. Třetím otcem jorubské lidové opery je Duro Ladipo (1931–1978). Náměty svých děl bral z jorubské mytologie a mystiky, proto je v nich také nejvíce zastoupena složka předkřesťanské  hudební tradice. Nejvýznamnější z nich je trilogie o legendárním králi říše Oyo Šangovi, Oba Moro (Král lovec duchů, 1962), Oba Ko So (Král se neoběsil, 1964) a Oba Waja (Král je mrtev, 1964). Jorubská legenda o proslulé krásce je námětem Ladipovy opery Moremi, zatímco Eda je zpracováním středověké anglické morality Everyman.
I Samuel Akpabot (1932–2000), autor slavné symfonické básně Cynthia's Lament a jeden ze zakladatelů nigerijské klasické hudby, přispěl k žánru folk opera svou Jaja of Opobo (1972), na námět ze života mocného krále z 19. století, zpívanou v jazycích Efik a Igbo a v angličtině. I Meki Nzewi (nar. 1938) v 60. letech přispěl tomuto typu divadla několika díly, z nichž nejznámější se stala Kapka medu; náročnější a ambicióznější přístup k africké hudbě očištěné od evropských vlivů představují jeho opereta Tajemství je iluze a opery-dramata Ogbunigwe, Ztracený prst a Útrapy znovuzrození.
Mezi nejpopulárnější opery se řadí i komorní Pomsta ještěrek (The Vengeance of the Lizards, 1966) Okechukwia Ndubuisiho (nar. 1939) pro čtyři sólisty, sbor, klavír, chřestítko a tam-tam, námětem je mytologický příběh etnika Igbo o střetu vesničanů a čarodějnic ohledně zabitého levharta. Jeho propagandistická opera Dr. Feeles (1968) z doby, kdy bojoval v řadách biaferské armády, je ztracena. Spíše na okraji díla učeného skladatele a muzikologa Lazaruse Ekwuemeho (nar. 1936) je jeho jediná opera A Night in Bethlehem z roku 1963. Z oper Adama Fiberesimy (1926–20??) měla největší úspěch Opu Jaja v jazyce Ijaw na stejný námět jako Akpabotova opera.
Významné dílo vytvořil Akin Euba (nar. 1935) v opeře ve dvou zpěvech Chaka z roku 1970. Libreto, jehož hrdinou je zuluský vojevůdce z 19. století Šaka, napsal senegaský prezident Léopold Sédar Senghor. Jako velká část Eubovy hudby je i partitura Chaky aleatorická a ponechává značnou volnost interpretům.
„Folk opera“ po Ogunmolově a Ladipově smrti v 70. letech 20. století nedokázala uhájit své postavení a vytvořit nová díla, která by měla srovnatelný a trvalý úspěch. Z novější generace nigerijských skladatelů napsal řadu komorních oper, často pro pedagogické účely, skladatel a muzikolog Olabode (Bode) Omojola – například Králové na prodej (Kings for Sale, 1990) nebo Královna Moremi (Queen Moremi, 2014). Sam Amusan napsal operu Námořníci (The Sailors 1994). Současnou podobu nigerijské „folk opery“ představuje například mezinárodně úspěšný projekt zpěvačky a skladatelky Helen Parker-Jayne Isibor (nar. 1981) Song Queen: A Pidgin Opera.
Ve 21. století vzrůstá v Nigérii i zájem o klasickou operu. Od roku 2007 funguje festival Operabuja, zaštiťovaný sborem Amemuso, který na koncertech kombinuje klasickou evropskou a tradiční africkou hudbu a v prosinci 2016 poprvé koncertně provedl celou operu: Mozartovu Kouzelnou flétnu s áriemi v němčině a s dialogy v pidgin. Stejnou operu již roku 2012 poprvé uvedla na svém koncertě hudební škola MUSON v Lagosu, jako první nastudování klasické opery v regionu vůbec, následoval v dubnu 2016 Donizettiho Nápoj lásky a v říjnu 2016 Smetanova Prodaná nevěsta. Roku 2016 založil tenorista Joseph Oparamanuike, učitel operního zpěvu na MUSON, soukromý operní soubor Comic Opera House, který zahájil činnost inscenací Donizettiho opery Don Pasquale.

### Ostatní
Živou tvorbu v jiných zemích na pobřeží Guinejského zálivu lze přiřadit žánru „folk opera“, tedy populární kultuře. Ghanský malíř a hudebník Saka Acquaye (1923–2007) slavil v tomto žánru řadu úspěchů, mezi něž patří Obadzeng (1961), Bo Mong (1962) a nejpopulárnější Ztracený rybář (The Lost Fisherman, 1968). Jeho krajan, skladatel Walter Blege, napsal v jazyce Ewe operu Kristo (1985) o střetu mezi evropskými misionáři a domorodci v městě Peki v Povoltí; tato opera namísto soudobé africké populární hudby využívá především autentický folklór, asi 42 lidových písní a tanců. Za „lidové opery“ lze označit i díla guinejského skladatele Souleymana Kolyho (1944–2014), zakladatele divadelního souboru Ensemble Kotéba, z nichž nejcennější je opera Waramba, napsaná v jazyce Mandinků.
Mimo tento region je opera téměř neznámá, i když lze zmínit, že roku 1968 měla v Kampale premiéru první ugandská opera, Njakatina svatba (The Marriage of Nyakato), již složil Solomon Mbabi-Katana.

## Jižní Afrika

### Operní divadla a historie operní produkce
Počátky opery v Jižní Africe jsou spojeny s divadlem African Theatre v Kapském Městě, které bylo otevřeno v říjnu 1801. Ačkoli prvním doloženým hudebně-divadelním představením byla anglická ballad opera, většinu operních představení až do uzavření divadla roku 1839 představovala díla žánru opéra comique v podání francouzských kočovných společností nebo místních amatérů. Již roku 1829 byl vstup do divadla zakázán jak zotročeným tak i svobodným obyvatelům černé pleti, a tento zákaz platil prakticky až do 80. let 20. století. Prudký rozvoj těžby diamantů a drahých kovů od 60. let 19. století vedl ke vzniku řady divadel v nových hornických střediscích a přitáhl řadu soukromých divadelních společností. Většina z nich navštívila Jižní Afriku krátce, včetně tehdy nejvýznamnějších britských společností předvádějících vážné opery (Carl Rosa Opera Company) i operety (D'Oyly Carte Opera Company). Trvaleji působily v Jižní Africe zejména společnosti Charlese Lascellese (70./80. léta 19. století), Luscomba Searella (80./90. léta 19. století) a Thomase Quinlana (před první světovou válkou). Od 80. let 19. století vznikaly domácí amatérské soubory, které se však vesměs soustředily na operetu.
Doba kočovných operních společností prakticky skončila první světovou válkou. Vzniklou mezeru v jihoafrickém hudebním životě nedokázaly zacelit různé amatérské společnosti, omezující se většinou na operetu. V meziválečném období se tak hlavními centry pěstování opery staly univerzity, byť v komorním rámci a poloprofesionálním duchu. V Kapském Městě vedl hudební fakultu William Henry Bell. a v Johannesburgu (Witwatersrand) Percival Kirby. Oba nastudovali řadu studentských produkcí a vyškolili mnoho domácích tvůrců a interpretů, čímž položili základy pro vznik profesionálních hudebně-divadelních souborů. Bellův nástupce Erik Chisholm pokračoval v jeho práci a roku 1951 založil University Opera Company, která byla do poloviny 60. let fakticky hlavní operní scénou JAR.
V 50. letech vzniklo několik ambiciózních amatérských operních sdružení. Volání po silné podpoře divadla, a opery a baletu zvláště, stát vyhověl v roce 1963 zřízením čtyř provinčních subjektů, tzv. rad výkonných umění (CAPAB/KRUIK pro Kapsko, PACT/TRUK pro Transvaal, NAPAC/NARUK pro Natal a PACOFS/SUKOVS pro Oranžsko). Tyto rady převzaly přímo veškerý provoz divadel. V jejich rámci pak byly profesionálně provozovány i opery, což stát velkoryse finančně podporoval, a to i jako doklad nadřazenosti evropské kultury, potažmo bílé rasy. Až do roku 1980 pro rady výkonných umění platila přísná pravidla rasové segregace: nejenže směly zaměstnávat jen bělochy, ale rovněž přístup na představení pořádaná těmito radami byl zákonem vyhrazen bělošskému obyvatelstvu. Teprve v 80. letech byla tato politika uvolněna a zejména mezi členy operních sborů již v době apartheidu dosáhli černoši podstatného podílu. V téže době byl nebílým rasám otevřen i přístup k vyššímu hudebnímu vzdělání.
Nový systém umožnil operní produkci na profesionální úrovni. Repertoár státních divadel byl velmi konzervativní a nenápaditý (srovnatelný například se soudobým repertoárem Metropolitní opery). Sestával ze 75 % z italské romantické tvorby od Rossiniho po Pucciniho, zbytek tvořila klasická díla německá (Mozart, Wagner, Richard Strauss), Bizetova Carmen a Smetanova Prodaná nevěsta. Jen výjimečně sáhla divadla k modernějšímu titulu (Janáček, Britten). Se státní podporou vznikaly především opery a operety pro mládež, stát rovněž podporoval uvádění oper v afrikánském překladu, vážná domácí hudební tvorba však nijak podporována nebyla. Přes štědré státní financování neuvedla veřejná divadla před rokem 1994 ani jedinou operu jihoafrického skladatele. Stále větší překážkou uměleckého rozvoje a kulturní výměny se stával mezinárodní bojkot, jemuž byla Jihoafrická republika pro svou rasovou politiku vystavena.
Zcela ojedinělým jevem byla jediná „barevná“ amatérská operní společnost, Eoan Group z Kapského Města. Založena byla roku 1933 a od roku 1956 po následujících zhruba dvacet let předváděla zejména klasický italský repertoár v kvalitě, která si nezadala se státními divadly.
Po pádu apartheidu a prvních všeobecných volbách roku 1994 se kulturní politika Jihoafrické republiky radikálně změnila. Státní organizace, jako zmíněné čtyři rady výkonných umění,  byly v průběhu let 1994–1998 postupně zrušeny a byl zaveden grantový model, jímž veřejné prostředky přiděluje Národní rada pro umění soukromým nebo neziskovým subjektům. Přitom opera jako původem evropský umělecký obor, předchozím režimem ztotožňovaný s bílou rasou, nepatří mezi kulturněpolitické priority jihoafrické vlády. Granty na ni jsou relativně nízké a jsou vázány na prokazatelný přínos pro „dříve znevýhodněné“ obyvatelstvo, což hudebně-divadelní instituce naplňují zaměstnáváním rasově smíšených souborů, vzdělávací činností i uváděním děl námětově i hudebně čerpajících z africké domácí historie a tradice. Výpadek veřejného financování je v případě tak finančně a organizačně náročného podniku, jako je operní produkce, obtížné dorovnávat z výnosu prodeje vstupenek a soukromého sponzoringu. Na operní provoz mají navíc dopad hospodářské a politické výkyvy, nepořádky a korupce v řízení státních i soukromých subjektů nebo i zločinnost v okolí operních divadel (State Theatre v Pretorii).
Jen v případě Kapské opery, vzniklé privatizací CAPAB, se transformace celkově zdařila a Kapské Město si tak uchovalo jednoznačně nejvýznamnější operní divadlo v zemi co do umělecké úrovně i mezinárodní prestiže. Oproti tomu subjekty vzniklé reorganizací PACT, NAPAC a PACOFS buď zcela zanikly, nebo operu prakticky vyřadily z repertoáru. Naopak vznikla řada soukromých iniciativ, z nichž některé značně přispěly k formování nového domácího repertoáru a dosáhly úspěchů i v zahraničí. Většina z nich však působila jen krátkodobě a všechny se potýkaly se soustavnými hospodářskými problémy. Mezi nejvýznamnější patří či patřily Opera Africa, East Cape Opera Company a The Black Tie Ensemble, nyní působící pod názvem Gauteng Opera. Oproti předchozí epoše je příznačný velký nárůst produkce domácích jihoafrických děl a celková mnohem větší umělecká volnost a iniciativa. Na druhé straně ryze komerční prostředí, ve kterém soubory působí, je nutí i k preferenci nejznámějšího a nejpopulárnějšího mezinárodního repertoáru. Klasická italská opera zůstává stále nejoblíbenějším žánrem interpretů i publika.

#### Kapské Město
Od sklonku 18. století se do Kapského Města dostávalo divadlo pro evropské osadníky díky kočovným společnostem. Na příkaz guvernéra sira Georga Younga bylo v roce 1801 postaveno divadlo nazvané African Theatre. V něm se 10. května 1802 konalo první doložené hudebně-divadelní představení, totiž anglická ballad opera The Devil to pay Charlese Coffeyho. Provedli ho amatéři z místní vojenské posádky, která uvedla podobní díla i v následujících letech. Jinak se v Kapském Městě zastavovaly především francouzské společnosti, které zde v první třetině 19. století uvedly řadu děl žánru opéra comique od Gosseca, Grétryho, Méhula, Duniho, Philidora, Monsignyho aj. Od 20. let 19. století existovalo také amatérské divadlo, jehož vrcholným činem bylo uvedení Weberova Čarostřelce roku 1831. Divadelní aktivity však poté utlumilo pietistické hnutí a samotné African Theatre bylo přeměněno na (dosud existující) misijní kostel svatého Štěpána.
Provozování oper, především putovními anglickými nebo italskými společenostmi, se ve větší míře vrátilo až v posledních třiceti letech 19. století. Velký význam měla roku 1875 zastávka operní společnosti Augusta Cagliho, který zde představil řadu oper standardního italského repertoáru, a téhož roku se zde zastavila i nejvýznamnější britská soukromá operní společnost, Carl Rosa Company. Díky rostoucí prosperitě města i vzrůstajícímu zájmu pak bylo postaveno nové divadlo o 1200 místech, které zahájilo provoz 31. srpna 1893 představením komické opery, či spíše operety Dorothy od Alfreda Celliera v podání Perkins Lyric Opera Company. Přes název „Opera House“ se divadlo věnovalo především činohře a operetě a první skutečnou operu, totiž Wagnerova Tannhäusera, zde hrála roku 1900 Arthur Rousby Opera Company. Dalších několik standardních oper přivezla v letech 1912 a 1913 Thomas Quinlan Opera Group. Po nástupu kinematografu zájem o divadlo upadal, od roku 1920 bylo využíváno především jako kino a roku 1937 bylo strženo, aby vyklidilo místo pro budovu centrální pošty.

#### Port Elizabeth a East London
Divadlo Port Elizabeth Opera House bylo postaveno roku 1892 a je (podle vlastního tvrzení) nejstarším divadlem v Africe a na jižní polokouli, které dosud slouží svému účelu. Ačkoliv se jméno divadla vztahuje k operám, byly v něm opery hrány jen zřídka, v podání hostujících kočovných společností, a ani dnes netvoří pravidelnou součást jeho programu. Už jeho zahajovací představení byla opereta Mikado autorů Gilberta a Sullivana. V roce 1932 byla v Port Elizabeth založena místní amatérská Gilbert and Sullivan Society. Operetní představení po druhé světové válce dávala Port Elizabeth Musical and Drama Society.
Ve městech Port Elizabeth a East London hostují operní společnosti z jiných měst, především z Kapského Města. Zejména v East Londonu a v univerzitních městech Alice a Grahamstown působí East Cape Opera Company, založená roku 1995 Gwyneth Lloydovou, jež se vedle tradičního operního, operetního či muzikálového repertoáru (Netopýr, Mikado, Kouzelná flétna, Faust, Misbehavin) věnuje uvádění původních děl na pomezí opery a muzikálu, zejména ve xhoštině (Temba and Seliba 1997, The Moon Prince – Inkosana Yanyanga 1998, The Clay Flute 2006, Ntsikana Xhosa Prophet 2013).

#### Durban a Pietermaritzburg
První operou hranou v Durbanu se stal roku 1870 Verdiho Trubadúr v podání Mirandovy-Harperovy společnosti. V Durbanu hrál v roce 1876 se svou společností a s anglickou pěvkyní Ann Bishopovou i Charles Lascelles, který se poté usídlil v Pietermaritzburgu a založil tam Philharmonical Society, s níž uváděl méně náročné opery až do své smrti roku 1883.
Až do první světovou válkou byl Durban častou zastávkou dalších kočovných divadelních a operních společností, včetně společnosti Luscomba Searella a D'Oyle Carte Opera Company. O vznik domácího hudebního divadla v Durbanu se zasloužil především J. Ferguson Brown, který založil roku 1886 Durban Amateur Opera Company. Prvním představením byl Mikádo Gilberta a Sullivana a jejich operety, popřípadě operety jiných autorů byly základem repertoáru této společnosti, kterou po první světové válce vedl Brownův syn Gus. Roku 1928 vznikla i krátkodobá Durban Amateur Grand Opera Society, která hrála Gounodova Fausta a Verdiho Trubadúra.
Od roku 1946 v Durbanu působila Municipal Light Operatic and Choral Society a od roku 1954 rovněž Durban Opera a Drama Society; obě prováděly operety opět s důrazem na Gilberta a Sullivana. Roku 1959 byla navíc založena Durban Opera Company. Její zakladatel Heinrich Haape se roku 1964 stal i předsedou operního výboru Natalské rady výkonných umění (NAPAC / NARUK), která převzala činnost těchto společností a roku 1970 odkoupila i Alhambra Theatre, postavené roku 1952. Ochotnický ruch v Durbanu poté téměř ustal, i když zde po roce 1968 působila amatérská Durban Opera Group. Specifikem Durbanu byla dlouhotrvající popularita anglické operety.
Operní produkce NAPAC byla až do poloviny 80. let 20. století chudá – v průměru obnášela jednu novou inscenaci ročně –, Alhambra Theatre opernímu provozu nevyhovovalo a instituce postrádala vlastní orchestr i baletní soubor. Oživení nastalo až s otevřením nové moderní scény, divadla The Playhouse (původně The Natal Playhouse). Tato budova byla postavena roku 1935 a brzy po svém otevření byla konvertována na kino. V 80. letech byla přeměněna zpět na divadlo, inaugurované roku 1987 Wagnerovým Bludným Holanďanem.
V letech 1994–1998 byl NAPAC privatizován a nyní (2017) v divadle hraje The Playhouse Company. Opery nepatří k jeho standardnímu programu, i když například v roce 2015 zde společnost Bravo Africa Entertainment uvedla premiéru Ubuntu – the Opera místního skladatele Juana Burgerse, životopisné opery o Nelsonu Mandelovi a jeho ženě Winnie. Velký význam měla společnost Opera Africa, již založila roku 1994 Sandra de Villiers. Nastudovala řadu oper včetně mezinárodně úspěšného díla Princezna Magogo kaDinuzulu (skladatel Mzilikazi Khumalo, 2001), první opery v zuluštině, ale roku 2005 pro neshody s vedením divadla přesunula svou aktivitu do Johannesburgu a Pretorie.

#### Bloemfontein
Bloemfontain, hlavní město Oranžska, nemělo do 20. let 20. století operní tradici. Na přelomu 19. a 20. století bylo občasnou zastávkou kočovných společností, před rokem 1963 dávala sporadická operetní představení amatérská Free State Music Society. Až při organizaci výkonných umění do uměleckých rad roku 1963 vznikla Rada výkonných umění Oranžského svobodného státu (PACOFS/SUKOVS). Operní život začal skromně následujícího roku inscenací Straussova Netopýra, ale skromné umělecké soubory byl zformovány až roku 1969. Pro operu bylo roku 1969 angažováno jen pět sólistů, představení od roku 1974 doprovázel nově zformovaný Orange Free State Symphony Orchestra, sbor existoval jen krátce v 80. letech; již roku 1989 však neměl PACOFS žádný stálý umělecký personál. Provozní podmínky bloemfonteinské opery navíc dlouho omezoval nedostatek vhodné divadelní budovy, až do otevření Sand du Plessisova divadelního komplexu roku 1985. V porovnání s ostatními provinciemi byla proto bloemfonteinská produkce celkem skromná, i v době největší intenzity koncem 80. let 20. století obnášela průměrně dvě opery, jednu operetu a jeden muzikál ročně, často v koprodukci s ostatními jihoafrickými divadly. Po roce 1994 byla PACOFS přeměněna na společnost organizující využívání divadelního komplexu. Jednou z posledních vlastních operních produkcí byla roku 1997 Madame Butterfly s Virginií Davidsovou v titulní roli. O dva roky později operní představení pod záštitou PACOFS definitivně skončila. V prosinci 1999 vznikla veřejně prospěšná společnost Free State Opera (Opera Vrystaat), která pořádala operní představení, koncerty a výuku, ale však po roce 2008 zanikla.

### Operní pěvkyně a pěvci
Z Jižní Afriky pochází řada operních interpretů. Mezinárodní pěveckou kariéru měla již Paulina Bredell (1845–1929) z Kapského Města. Z první generace odchovanců Bellovy operní školy se prosadily zejména sopranistky Cecilia Wessels, Désirée Talbot, Emma Renzi (vlastním jménem Emmarentia Scheepers) a Nellie du Toit a tenorista Albie Louw. Nejslavnější operní pěvkyní doby apartheidu se stala Mimi Coertse (nar. 1932). Od 50. do 80. let 20. století debutovali například Hanlie van Niekerk, Wendy Fine, Carla Pohl, Marita Napier, Joyce Barker, Elizabeth Connell, Sally Burgess, Rita Roberts, Fredrick Dahlberg, Gé Korsten, Hans van Heerden, Dawie Couzyn, Geoge Kok, Gert Potgieter, Louis Knobel, Deon van der Walt, Christian du Plessis, ale i odchovanci Eoan Group – Joseph Gabriels, May Abrahamse, Ruth Goodwin, Virginia Davids, Lionel Fourie, Abeeda Parker, Vera Gow, Winifred du Plessis, Patricia van Graan, Gerald Samaai, Cecil Tobin a Sidwell Hartmann.
Po roce 1994 zahájily uměleckou dráhu mimo jiné sopranistky Amanda Echalaz, Pumeza Matshikiza, Zanne Stapelberg, Kelebogile Boikanyo, Golda Schulz, Bronwen Forbay, Elza van den Heever a Zandile Mzazi a mezzosopranistky Michelle Breedt a Sibongile Khumalo. Značných úspěchů dosáhla na mezinárodní úrovni sopranistka Pretty Yende, která v roce 2017 poprvé vystoupila na scéně Metropolitní opery v New Yorku jako Gilda ve Verdiho opeře Rigoletto. V současnosti zpívá Pretty Yende v Metropolitní opeře roli Adiny v opeře Gaetana Donizettiho Nápoj lásky.
Z jihoafrických pěvců mají renomé kontratenorista Christopher Ainslie, tenoristé Johan Botha, Stéfan Louw, Kobie van Rensburg, Given Nkosi, Jacques le Roux, July Zuma a Levy Sekgapane, barytonisté Jacques Imbrailo a Fikile Mvinjelwa nebo basbarytonista Gidon Saks. 
V operní režii a scénografii působí výtvarník a filmař William Kentridge.

### Operní tvorba

#### Počátky: přistěhovalí skladatelé

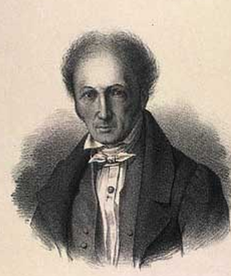
Frederik Carl Lemming

Až do poloviny 20. století byla operní tvorba v Jižní Africe výhradní doménou skladatelů, kteří pocházeli z Evropy a tam získali i potřebné školení.  Za první hudebně divadelní díla jsou považovány (nedochované) skladby dánského skladatele Frederika Carla Lemminga (1782–1846), vzniklé pod záštitou manželky kapského guvernéra lady Craddockové a hrané v African Theatre. Roku 1812 to byl tříaktový balet Obležení a dobytí Tróje, jehož libretistou byl Charles-Étienne Boniface. Ten s Lemmingem napsal i „operu-balet“ (spíše kus s mluveným slovem, zpěvy a tanci) Sapho, jenž se hrál roku 1815. Text byl hrán v holandském překladu a na holandské libreto vznikl vzápětí i krátký Lemmingův singspiel De verhinderde Dansparty of Het Orchest onder een tafel (Zmařená tancovačka aneb Orchestr pod stolem). Již v roce 1817 se Lemming vrátil do vlasti.
Britský operní impresário William Luscombe Searelle (1853–1907) se svou společnosti vedle standardního repertoáru prováděl i četné vlastní opery, kritikou většinou málo oceňované. Některé z nich vznikly během jeho působení v Jižní Africe v letech 1887–1900: patrně Black Rover (1890), Kisses of Circe (1896) a Evalina (1899). 
Učitelem první generace jihoafrických hudebních skladatelů byl v meziválečném období Willam Henry Bell (1873–1946). Vedle neprovedené prvotiny, tříaktového hudebního dramatu Hippolytus (cca 1914), složil pro studentské operní studio několik jednoaktových oper (Isabeau 1922–1924, The Mouse Trap 1928, Doctor Love 1930), z nichž poslední, hudební komedii The Wandering Scholar na libreto Clifforda Baxe, jež současně zhudebnil i Gustav Holst, kapští studenti úspěšně provedli v novém univerzitním divadle roku 1935. Neprovedena zůstala tříaktová hudební komedie The Duenna z roku 1939 na námět Richarda Brinsleye Sheridana. Operu Romeo and Juliet iž W. H. Bell nedokončil. Bell psal také hudbu pro divadlo nó a některé jeho hry provedli rovněž studenti (např. Tsuneyo of the Three Trees roku 1927). Na Witwatersrand University pracoval podobnou formou Skot Percival Robson Kirby (1887–1970), autor komorní opery Open or Shut (1943) a rozhlasové operety A Maid of Amsterdam (1952).
I Bellův následovník na University of Cape Town, Skot Erik Chisholm (1904–1965) byl vedle pedagogické a vědecké činnosti – jeho hlavní akademický zájem patřil české opeře, zejména dílu Leoše Janáčka – plodným skladatelem a napsal několik oper v moderním, i když nikoli přímo avantgardním stylu. Z nich se svým souborem uvedl tři ve světové premiéře: The Inland Woman (1953), Dark Sonnet (1952, první část trilogie Murder in Three Keys, zahrnující dále Black Roses a Simoon, která byla jako celek poprvé uvedena New Yorku roku 1954) a The Pardoner's Tale (1964), druhou ze tří částí svého hlavního díla Canterbury Tales podle Geoffreye Chaucera. Dark Sonnet, jehož libreto vychází z povídky Before Breakfast Eugena O'Neilla, je Chisholmovým nejznámějším operním dílem a dočkal se i rozhlasové a televizní podoby. Oproti tomu řada jeho oper se provedení vůbec nedočkala: raná „keltská romanticko-komická opera“ The Feast of Samhain (1941), jednoaktová operní balada The Midnight Court (1961), obě krajní části Canterbury Tales, totiž The Wyf of Bath's Tale a The Nun's Priest's Tale (1961–1962), The Caucasian Chalk Circle (podle Bertolta Brechta, 1963), The Importance of Being Ernest (podle Oscara Wilda, 1963) a The Life and Loves of Robert Burns (1963).
Roku 1946 se v Jižní Africe usadil známý anglický dirigent a skladatel Albert Coates (1882–1953). Dokončil zde poslední verzi své tříaktové opery The Boy David (1948), dále aktovky The Duel (1950, podle povídky Medvěd Antona Pavloviče Čechova) a Thro' the Magic Eye (1952). Jihoafrický folklorní námět má opera Van Hunks and the Devil neboli Tafelberg se kleed, jež měla premiéru roku 1952 v Kapském Městě. Před rasovým pronásledováním uprchl do Jižní Afriky německý skladatel Heinz Hirschland (1901–1960), který se zabýval domorodou hudbou a využil ji i ve své neprovedené opeře Johannesburg – Park Station (před 1957). Neprovedeny zůstaly i opery Jarraigo (1952) Gerrita Bona (1901–1960), pocházejícího z Nizozemska, a Il Grande Viaggio (1964), ve které Luigi Bezzio v italském libretu oslavil tzv. velký trek. V jihoafrické televizi měla roku 1957 premiéru opera Asterion plodného nizozemského skladatele Henka Badignse (1907–1987), který jinak k zemi neměl bližší vztah.

#### Jihoafričtí skladatelé v zahraničí

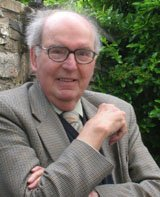
John Joubert

Zatímco jihoafrické klasické hudbě až do 50. let 20. století dominovali přistěhovalci, řada jihoafrických skladatelů následujících generací žila a působila alespoň po část své kariéry v zahraničí, především v Evropě. Důvodem byly nejen lepší příležitosti k uplatnění, ale v době, kdy se režim apartheidu dostával do mezinárodní izolace (60.–80. léta 20. století), i praktická nemožnost účastnit se mezinárodního hudebního života v důsledku sankcí vůči Jižní Africe a v některých případech i nesouhlas s jihoafrickým režimem samotným.
V Anglii již od 40. let 20. století převážně pobýval i jeden nejvýznamnějších jihoafrických skladatelů této první generace, John Joubert (1927–2019), jehož první celovečerní operu Silas Marner uvedla poprvé Chisholmova University Opera Company roku 1961. Joubert byl Bellovým žákem a oproti Chisholmovi byl považován za tradicionalistu, ve svém díle vycházel především z literárních námětů. Jeho první opera Antigone je rozhlasová opera a vznikla pro londýnskou BBC v roce 1954; druhá byla aktovka In the Drought, která vznikla na Chisholmovu objednávku, ale tomu se nelíbila a nikdy ji neuvedl (měla premiéru roku 1958 v Johannesburgu). Další Joubertovy celovečerní opery jsou Under Western Eyes (1968, premiéra Londýn 1969) a Jane Eyre (1987–1988, koncertní premiéra 2016 Birmingham); vedle toho napsal tři jednoaktové opery pro mladé umělce: The Quarry (Londýn 1965), The Prisoner (Londýn 1973) a The Wayfarers (Huntingdon 1983).

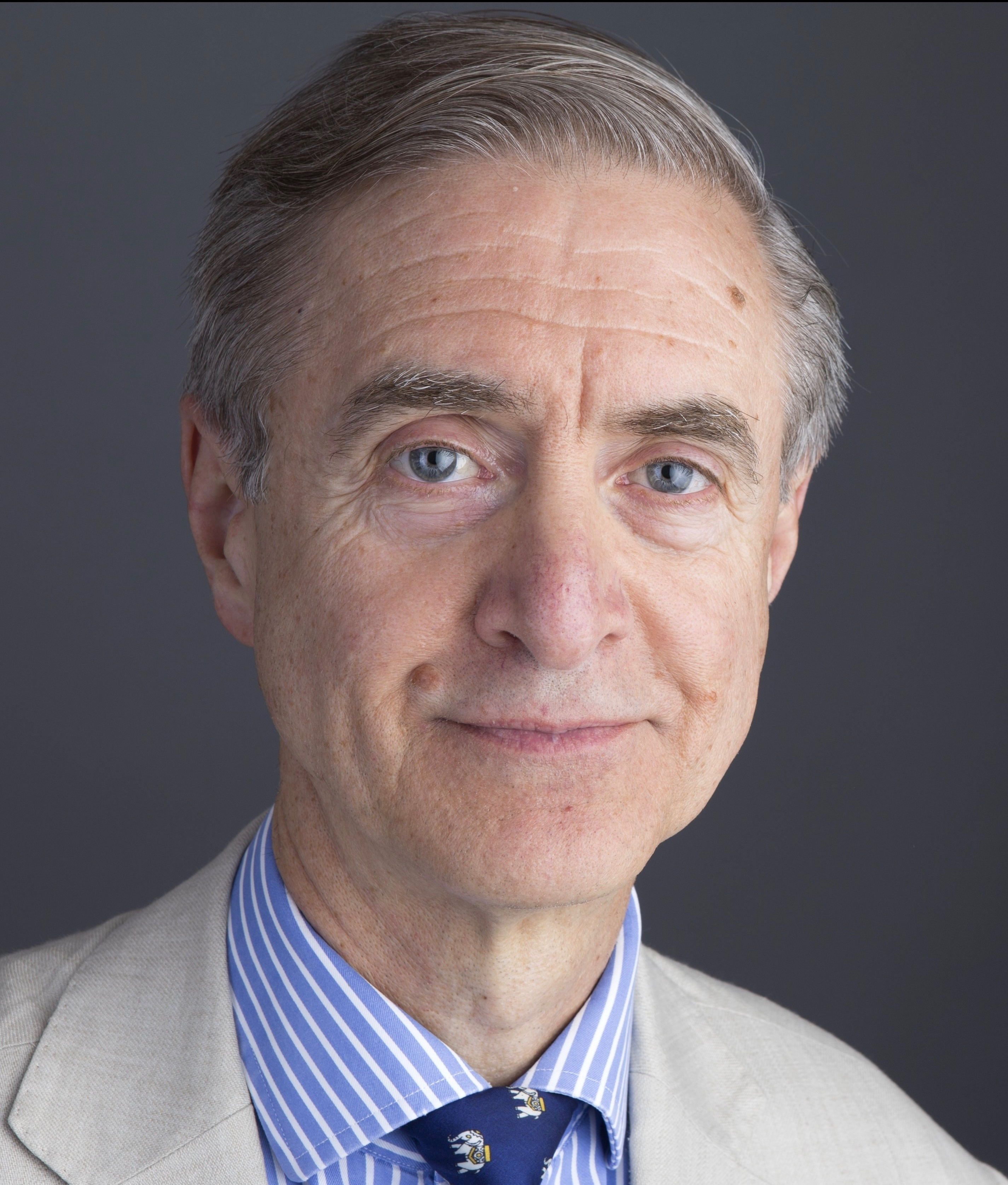
David Earl

Peter Rorke (1928–1998) na sebe sice upozornil televizní operou The Reluctant Corpse (Zdráhavá mrtvola, 1968), ale uznání dosáhl až po přesílení do Austrálie. David Earl (nar. 1951) žije od roku 1971 v Anglii a je autorem několika oper: Hamlet (1984), The Go-Between (Poslíček, 1991, podle stejnojmenného románu Leslieho Polese Hartleyho), Mary and the Conqueror (Mary a Dobyvatel, 2013 o posmrtném setkání spisovatelky Mary Renaultové a Alexandra Velikého) a Strange Ghost (Podivný duch, 2015, o Rupertu Brookovi).

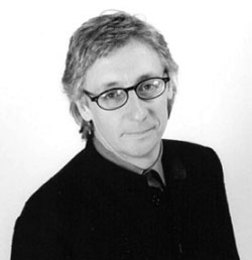
Kevin Volans

Největší mezinárodní pozornost po Joubertovi vzbudil všestranný skladatel Kevin Volans (nar. 1949. Od počátku 70. let 20. století pobýval nejprve ve Skotsku, pak studoval v Německu mj. u Karlheinze Stockhausena a Mauricia Kagela, od 80. let pak žije v Irsku. Od doby západoněmeckých studií se zařadil do školy tzv. „nové jednoduchosti“ („Neue Einfachkeit“), reagující na překomplikovanost poválečné evropské avantgardy, která má společné rysy s minimalismem, jejíž prostředky obohacoval prvky tradiční africké hudby. Napsal řadu děl pro moderní balet, z nichž Correspondences (1990, o matematikovi Šrínivásovi Rámanudžanovi) a Confessions of Zeno (2000/2002, podle stejnojmenného románu Itala Sveva) mají i zpívanou roli pro baryton resp. bas. Volansova tříaktová komorní opera The Man with Footsoles of Wind (Muž s podrážkami z větru, English National Opera, Londýn 1993) je založena na životě a díle Arthura Rimbuda, jehož postava je rozdělena do dvou rolí – muže a chlapce.

#### Jihoafričtí skladatelé v době apartheidu
Skladatelé, kteří zůstali v Jižní Africe, neměli možnosti svá operní díla uvést na profesionální jeviště, a proto se tomuto žánru věnovali jen zřídka. Stefans Grové (nar. 1922) byl jediný z trojice považované za zakladatele jihoafrické klasické hudby (spolu s Arnoldem van Wykem a Hubertem du Plessisem), který se dotkl operního žánru. Avšak jediná opera, kterou napsal na objednávku CAPAB, totiž tříaktová historická opera Die bose wind z roku 1983, zůstala neorchestrována a neprovedena. Podobně jako jiná skladatelova díla od 80. let 20. století představuje svébytnou syntézu západní a domorodé černošské hudby.
Jen zvláštní nadšení a organizační schopnosti pomohly koncem 60. let 20. století realizovat, alespoň v amatérském povedení, záměry dvou osobností. Eva Noel Harveyová (1900–1984), dlouholetá houslistka johannesburského symfonického orchestru, po jednoaktovce Yugao na japonský námět napsala dvě „velké opery“ na biblický námět, Esther a Ruth and Naomi. Po hudební stránce významnější byla jediná opera skladatele a hudebního organizátora Cromwella Eversona (1925–1991) Klutaimnestra. Jde o první operu napsanou v afrikánštině a Everson, který si k ní sám napsal libreto, v ní na pozatí klasického antického námětu o královně Klytaimnéstře tematizuje konfliktní vztah Afrikánců (Búrů) a Britů. Emerson působil na hudební škole ve Worcesteru v Západním Kapsku, vedl tam amatérský symfonický orchestr a roku 1968 uspořádal pět představení své opery. Klutaimnestra je přitom velmi avantgardní opera, napsaná v atonálním a dodekafonickém slohu (Everson se vědecky zabýval dílem Antona Weberna), a využívá rytmizovaný mluvený sbor příbuzný voice-bandu. I když se jednalo o významný kulturní počin, tradici jihoafrické (natož afrikánské) opery Klutaimnestra nezaložila.
Velké podpoře se naopak těšila tvorba pro děti v afrikánštině. Mezi autory dětských oper či operet v 50.–70. letech 20. století patřili Lourens Bosman De Kock, Jacques Pierre Malan, Johanna Elizabeth Uysová, Lourens Abram Faul, Johanna Maria Wesselsová a Veretia Mockeová.

#### Od roku 1994 – skladatelé starší generace
Pád vlády bělošské menšiny měl pro jihoafrickou operní tvorbu závažné důsledky. Obecně pověst opery jako bělošského elitního umění měla pro její uvádění velmi nepříznivé finanční a organizační důsledky, nutnost obhájit relevanci celého žánru ve změněných podmínkách však otevřela prostor pro experimenty s interpretací klasických děl i vznik nových, místnímu a novodobému publiku hudebně i tematicky bližších oper. První jev reprezentují nejcharakterističtěji výše zmíněné adaptace Marka Dornforda-Maye. K nové operní tvorbě se po roce 1994 obrátila jak řada představitelů starší generace, tak mladí skladatelé. Jejich díla se tematicky zaměřují na historii Jižní Afriky, zejména mezirasové vztahy, mají často životopisný námět (hned několik děl tak až hagiografickým způsobem zhudebňuje život Nelsona Mandely), anebo čerpají z místních pověstí; v každém případě převažuje narativní tendence nad lyrickou nebo psychologickou. Téměř pro všechny je charakteristická snaha spojit prostředky západní vážné hudby s lidovou hudbou jihoafrických černochů, avšak tvůrci mají různé přístupy k tomu, jak toto spojení provést – hudební kritika a hudební věda ostatně poukazují na řadu potíží, které s touto snahou souvisejí, a řada výsledků se ukázala problematická. Imperativem doby je rovněž psát díla, jež by byla srozumitelná i lidem bez klasického hudebního vzdělání, což u některých tvůrců vede k využívání postupů populární hudby a k přibližování opery muzikálu.
První operou, která měla premiéru po historických volbách roku 1994, byl Enoch, Prophet of God (Enoch, prorok Boží, premiéra Kapské Město 1995) Roelofa Temmingha ml. (1946–2012). Jejím námětem byl životní příběh xhoského kazatele a vůdce sekty tzv. izraelitů Enocha Mgijimy a tzv. masakru v Bulhoeku (1921), při němž bylo ve střetu s vládním vojskem zabito téměř dvě stě Mgijimových stoupenců. Následovala jednoaktová komorní opera Sacred Bones (Posvátné kosti, Kapské Město 1997), mystický chvalozpěv na jihoafrickou přírodu, a tříaktová opera Buchuland (premiéra 1998 Pretoria, „buchu“ je domorodý výraz pro těhozev – Agathosma) o návratu lidí z etnika Khoisan na půdu, odkud byli vyhnáni před pětatřiceti lety. Roelof Temmingh, který začínal jako avantgardní skladatel, ve svých operách usiluje o srozumitelnější hudební jazyk, ale jeho dílům je vyčítána nedramatičnost a zejména rytmická jednotvárnost. Hudebním skladatelem je i Roelofův bratr Hendrik (Henk) Temmingh (nar. 1948), jeho jediná opera De lyding van Mattevis Viljee (Utrpení Mattevise Viljeeho) z roku 1978 však nikdy nebyla provedena.
Bratři Temminghové se přistěhovali do Jižní Afriky z Nizozemska v dětství, stejně jako Péter Louis van Dijk (nar. 1953). První operu The Contract (Smlouva) podle povídky Giovanniho Papiniho napsal již v 19 letech a uvedlo ji roku 1975 školní Little Theatre v Kapském Městě. Stejné divadlo hrálo o ro později i jeho druhou operu Die noodsein (Nouzový signál). Odhlédneme-li od dětské opery Reineke Fuchs (Liák Reineke), napsané pro německou školu v roce 1991, vrátil se van Dijk k velké opeře roku 2001 originální a i v zahraničí úspěšnou adaptací Verdiho Macbetha, v níž skotské krále nahrazují afričtí „warlords“ postkoloniálního období. Méně úspěšná byla jeho spolupráce s Mokale Koapengem a Martinem Phippsem na opeře earthdiving, uvedené roku 2003 na Spier Summer Arts Festival ve Stellenboschi, která spojuje antický mýtus o Plutovi a Démétér s mýty etnika Khoisan. K projektu Cape Town Opera Five:20 přispěl roku 2010 operou Out of Time (Mimo čas), jež v zábavném ději točícím se kolem jízd v typickém „Black Taxi“ probírá témata předsudků, špatné komunikace, ziskuchtivosti a xenofobie. Van Dijkovým posledním příspěvkem k žánru je jeho podíl na projektu Mandela Trilogy pro Cape Town Opera roku 2011. V původní verzi této životopisné opery každé z tří dějství napsal jiný skladatel: folklorista Allan Stephenson první, jazzový hudebník Mike Campbell druhé a van Dijk třetí (k tomu i předehru a mezihru). Tento ambiciózní projekt, od nějž si objednavatelé slibovali mezinárodní potenciál, výslednou kvalitou zklamal, stylové rozdíly mezi jednotlivými částmi byly rušivé a zejména Stephenonův příspěvek kvalitativně pokulhával. Pro uvedení v Mnichově v roce 2012 proto van Dijk zkomponoval i první jednání.
Od roku 1970 v Jižní Africe působí i klavírista a skladatel maďarsko-židovského původu Thomas Rajna (nar. 1928). Cape Town Opera uvedla dvě jeho příznivě přijatá díla, a to nejprve psychologickou komorní opera Amarantha (komp. 1991–1995, prem. 2000), jež byla kritikou charakterizována jako „silná, temná a náročná“. Následovala Valley Song (premiéra 2005), což je příspěvek k soudobé politické opeře: zachycuje atmosféru prvních multirasových voleb roku 1994 na venkově a hudebně se snaží o lidovost s Gershwinovou operou Porgy a Bess jako vzorem.
Z jihoafrických rodáků dosáhl jednoho z největších úspěchů příslušník nejstarší generace, (James Stephen) Mzilikazi Khumalo (nar. 1932). Povoláním profesor lingvistiky na Witwatersrand University, zabýval se kompozicí především písní a sborových skladeb a v 90. letech 20. století napsal oratorium pro sóla, sbor a orchestr v zuluštině uShaka KaSenzangakhona o králi Šakovi, zakladateli Zuluské říše. uShaku lze provozovat jako operu, a na základě jeho úspěchu u Khumaly objednala Opera Africa operu o princezně Magogo kaDinuzulu (1900–1984), skladatelce a interpretce tradiční zuluské hudby. Stejně jako oratorium uShaka vznikla opera Princess Magogo ka Dinuzulu – první opera v zuluštině – na základě písňového cyklu, s využitím několika písní pocházejících přímo od princezny Magogo. Po premiéře v roce 2002 byla nadšeně přijata v Jižní Africe i na zahraničních zájezdech. Má pověst reprezentativního díla novodobé jihoafrické opery, avšak v praxi jsou prováděny prakticky jen úryvky s doprovodem klavíru či zjednodušenou instrumentací. Na Khumalův stylistický vzor navázal Phelelani Simon Mnomyia (nar. 1960) ve folklórní opeře Zinyakomo and the Forbidden Fruit (Zinyakomo a zakázané ovoce, Opera Africa 2012).
Na instrumentaci Khumalovy Princezny Magogo se vedle Michaela Hankinsona podílel jiný významný skladatel, Peter Klatzow (nar. 1945). Jeho jediným samostatným příspěvkem k žánru je krátká jednoaktová opera Words from a Broken String (Slova prasklé struny, 2010 Cape Town Opera). Hlavní hrdinkou děje, odehrávajícího se na konci 19. století, je anglická lingvistka Lucy Lloydová, snažící se zachytit dnes zaniklý jazyk a kulturu Křováků (Sanů). Klatzow se snaží hudebními prostředky vyjádřit střet i porozumění mezi oběma světy.
Ve větším rozměru uchopil podobné téma Hans Huyssen (nar. 1964) ve své opeře Masque (Maska, Cape Town Opera 2005). Přístup je méně optimistický: děj se odehrává v etnografickém muzeu a bělošští vědci, v zajetí své suché vědy i přízemních starostí, nedokáží pochopit podstatu kultovních domorodých masek, jež v jejich nepřítomnosti ožívají. Jedná se o jeden z nejambicióznějších projektů syntézy klasické evropské a tradiční jihoafrické hudby, v němž se Huyssen snažil překonat vnější melodickou nebo rytmickou nápodobu africké hudby evropskými prostředky tím, že do svého kompozičního plánu i do kompozice symfonického orchestru integroval domorodé nástroje a tradiční instrumentalisty. Projekt ukázal, že jde o úkol velmi nesnadný.
Mezinárodně úspěšný skladatel Hendrik (Pienaar) Hofmeyr (nar. 1957) se zabývá především vokální hudbou, jež prozrazuje různé vlivy od Schoenberga a Stravinského po africkou hudbu. Po studiích pobýval dlouhodobě v Itálii, kde složil i svou první operu, Il principe Barbablù (1985, Kníže Modrovous). Komorní opera The Fall of the House of Usher (Pád domu Usherů, 1987) podle stejnojmenné povídky Edgara Allana Poea, získala první cenu v operní soutěži a ocenění Nederburg-Prys a v roce 1988 byla nastudována v Pretorii. Další jednoaktovka The Land of Heart's Desire (Země touhy, 1989, podle stejnojmenné hry Williama Butlera Yeatse), uvedena nebyla. Po svém nejrozsáhlejším díle, opeře Lumukanda (1996) na námět zuluského léčitele a spisovatele Vusamazuly Creda Mutwy, se Hofmeyr vrátil k literární klasice v komorní aktovce De laatste aand (Poslední dech, 2001) podle stejnojmenného dramatu afrikánského básníka C. Louise Leipoldta. Ani ty se na jeviště nedostaly, na rozdíl od zatím posledního hudebně-dramatického díla, totiž krátké opery Saartjie, kterou Hofmeyr napsal spolu s Fionou Herbstovou pro projekt Cape Town Opera Five:20 roku 2010. Autoři v ní rekonstruují poslední okamžiky Saartjie Baartmanové, ukazované počátkem 18. století v evropských panoptikách jako „Hotentotská Venuše“.